# Miguel Januário de Bragança
Miguel Januário de Bragança (Kleinheubach, 19 de Setembro de 1853 – Seebenstein, 11 de Outubro de 1927) foi um pretendente miguelista ao trono português de 1866 a 1920. Era o único filho varão do ex-rei Miguel I de Portugal e de sua esposa, a princesa Adelaide de Löwenstein-Wertheim-Rosenberg.

## Vida

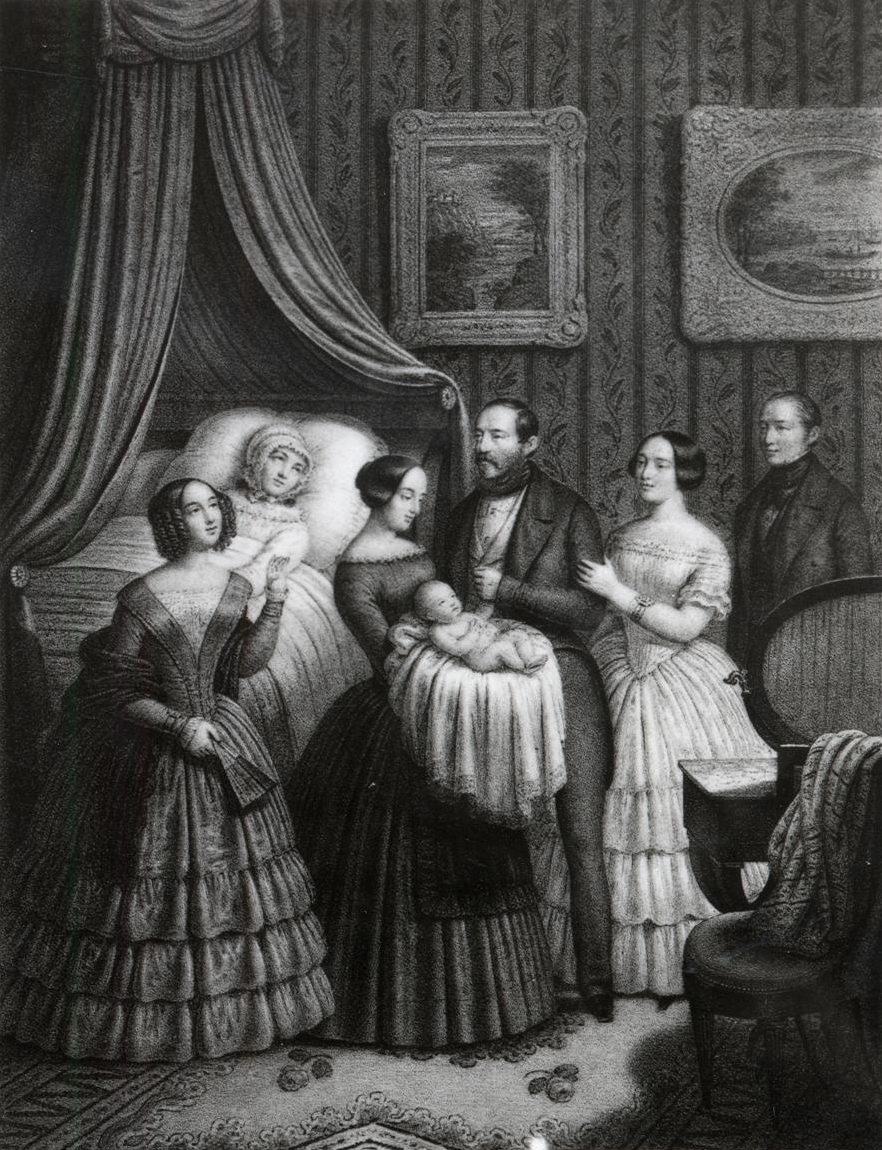
O nascimento de Miguel Januário.

Nascido em 19 de Setembro de 1853, no Castelo de Kleinheubach, na Baviera, estado que na época pertencia à Confederação Germânica, atual Alemanha. A partir de Agosto de 1863 até 1967 teve como preceptor o Dr. António Joaquim Ribeiro Gomes de Abreu. Tendo estudado no Colégio de São Clemente, em Metz, depois frequentou a Universidade de Innsbruck, no Tirol, na época Império Austro-Húngaro, atual Áustria. Foi nomeado alferes do décimo quarto Regimento de Dragões, tomando parte na campanha de ocupação da Bósnia.
Após a morte do seu pai, em 1866 e desprezando as pretensões das suas duas meias-irmãs legitimadas pelo ex-infante D. Miguel (nascidas durante o período do seu contestado reinado efetivo, D. Maria Assunção de Bragança e D. Maria de Jesus de Bragança), autodenominou-se como "o único herdeiro" na pretensão ao trono de Portugal pelo ramo Miguelista. Afirmou-se alegado defensor da monarquia tradicional e ainda como opositor ao regime monárquico constitucional que estava em vigor. Foi pretendente ao trono durante os reinados de D. Luís I, de D. Carlos I e de D. Manuel II de Portugal, mas sem nunca ter conseguido alcançar o trono que foi ocupado pelos reis da Casa de Bragança.
Foi agraciado em 1890, pelo imperador Francisco José I da Áustria, com o privilégio da extra-territorialidade; todavia, este privilégio não possuía validade em termos sucessórios para o trono português que exigia a nacionalidade portuguesa originária aos pretendentes.
Terá visitado apenas uma vez Portugal, clandestinamente. Desde a Convenção de Evoramonte em 1834 e a vitória dos exércitos da Quadrupla Aliança, apoiantes de D. Pedro IV, os descendentes do ex-infante D. Miguel de Bragança encontravam-se interditos de pisarem o território nacional pela Carta de Lei de 19 de Dezembro de 1834. A Lei do Banimento do ramo Miguelista foi reforçada pela Lei da Proscrição logo após a implantação da República Portuguesa, que a tornou extensível a toda a família da Dinastia de Bragança, mas acabou sendo formalmente revogada pela Assembleia Nacional em 1950 (Lei n.º 2 040 de 27 de Maio).
Para os partidários Miguelistas, a exclusão da posição sucessória ficou revogada em 1842 com a reposição da Carta Constitucional de 1826.
Em 1912, Miguel Januário de Bragança terá alegadamente negociado o chamado Pacto de Dover com o rei D. Manuel II, embora não existam quaisquer provas originais desse mesmo acordo. Tentava, desta forma, abrir um caminho à resolução definitiva de uma questão dinástica da monarquia em Portugal. Sendo duvidosa a existência desse "pacto", os seus descendentes tentaram ainda o alegado Pacto de Paris.
Durante a Primeira Guerra Mundial, Miguel Januário integrou o exército austríaco, do qual alegadamente se retirou quando Portugal entrou no conflito em 1916. Quando efectivamente se retirou das fileiras do exército austríaco, abdicou em favor do seu filho mais novo, Duarte Nuno de Bragança, em Bronnbach, a 31 de Julho de 1920, a pedido de uma comissão de monárquicos representantes do ramo Miguelista e da Junta Central do Integralismo Lusitano.
Veio a falecer em Seebenstein, na Áustria, em 11 de Outubro de 1927.

## Casamento e descendência
| Nome                                              | Retrato                     | Nascimento                                    | Cônjuge                                                                       | Morte                            |
| Com Isabel de Thurn e Taxis                       | Com Isabel de Thurn e Taxis | Com Isabel de Thurn e Taxis                   | Com Isabel de Thurn e Taxis                                                   | Com Isabel de Thurn e Taxis      |
| ------------------------------------------------- | --------------------------- | --------------------------------------------- | ----------------------------------------------------------------------------- | -------------------------------- |
| Miguel Maximiliano                                |                             | 22 de setembro de 1878 Reichenau an der Rax   | Anita Stewart 15 de Setembro de 1909 3 filhos                                 | 21 de fevereiro de 1923 44 anos  |
| Francisco José                                    |                             | 7 de setembro de 1879 Merano                  | ㅤ                                                                            | 15 de junho de 1919 39 anos      |
| Maria Teresa                                      |                             | 26 de janeiro de 1881 Sopron                  | Carlos Luís de Thurn e Taxis 22 de maio 1900 1 filho                          | 17 de janeiro de 1945 64 anos    |
| Com Maria Teresa de Löwenstein-Wertheim-Rosenberg |                             |                                               |                                                                               |                                  |
| Isabel Maria                                      |                             | 19 de novembro de 1894 Kleinheubach           | Francisco José, 9.º Príncipe de Thurn e Taxis 23 de novembro de 1920 5 filhos | 12 de janeiro de 1970 75 anos    |
| Maria Benedita                                    |                             | 12 de agosto de 1896 Kleinheubach             |                                                                               | 6 de abril de 1971 74 anos       |
| Mafalda                                           |                             | 14 de outubro de 1898 Castelo de Ankenstein   |                                                                               | 17 de outubro de 1918 20 anos    |
| Maria Ana                                         |                             | 3 de setembro de 1899 Castelo de Fischhorn    | Carlos Augusto de Thurn e Taxis 18 de agosto de 1921 4 filhos                 | 23 de junho de 1971 71 anos      |
| Maria Antónia                                     |                             | 12 de março de 1903 Viareggio                 | Sidney Ashley Chanler 13 de junho de 1934 3 filhos                            | 6 de fevereiro de 1973 69 anos   |
| Filipa                                            |                             | 27 de julho de 1905 Fischhorn                 |                                                                               | 6 de julho de 1990 84 anos       |
| Duarte Nuno                                       |                             | 23 de setembro de 1907 Castelo de Seebenstein | Maria Francisca de Orléans e Bragança 15 de outubro de 1942 3 filhos          | 24 de dezembro de 1976 69 anos   |
| Maria Adelaide                                    |                             | 31 de janeiro de 1912 Saint-Jean-de-Luz       | Dr. Nicolaas van Uden 13 de outubro de 1945 6 filhos                          | 24 de fevereiro de 2012 100 anos |

Tendo Miguel Maximiliano de Bragança sido obrigado a renunciar por ter casado com uma cidadã americana e tendo também Francisco José de Bragança sido obrigado a renunciar por ter estado envolvido numa série de incidentes, desde escândalos homossexuais a extorsões de jóias e dinheiro, as pretensões recaíram em favor do seu irmão, Duarte Nuno.

## Títulos reivindicados
Miguel Januário de Bragança, durante a sua vida, foi pretendente aos seguintes títulos:
- Rei de Portugal
- Infante de Portugal
- Príncipe Real de Portugal
- Duque de Bragança
- Duque de Barcelos
- Marquês de Vila Viçosa
- Conde de Arraiolos
- Conde de Barcelos
- Conde de Neiva
- Conde de Ourém